# Takht Singh
Takht Singh (Ahmadnagar, 6 giugno 1819 – Jodhpur, 13 febbraio 1873) fu maharaja di Jodhpur dal 1843 al 1873 e kunwar di Ahmednagar dal 1841 al 1843.

## Biografia
Nato nel 1819, figlio secondogenito di Karan Singh, suo nonno era Sagram Singh, kunwar di Ahmednagar dal 1798 al 1835. Dopo la morte del fratello Prithi Singh, nel 1839, divenne reggente dell'intero stato in vece del figlio di suo fratello, Balwant Singh. Takht Singh divenne poi sovrano alla morte del nipote il 23 settembre 1841, quando ottenne il titolo di maharaja di Ahmednagar.
Dopo due anni di regno di Takht Singh a Ahmednagar, morì il maharaja di Jodhpur Man Singh senza eredi, e Takht venne persuaso dalle vedove di Man a prendere anche quel trono. Infatti Thakt era imparentato col defunto monarca, in quanto entrambi appartenenti alla dinastia dei Rathore; entrambi erano discendenti da Sagram Singh, maharaja di Idar, il quale a sua volta era figlio di Anand Singh, il primo maharaja di Idar e figlio ultimogenito del maharaja Ajit Singh, maharaja di Jodhpur. Per occupare il nuovo e più prestigioso trono, Takht venne obbligato a cedere Ahmednagar allo stato di Idar per poter essere riconosciuto maharaja di Jodhpur anche dagli inglesi.
Il 29 ottobre 1843 Takht ascese al trono di Jodhpur. Riconoscente agli inglesi, prestò loro assistenza durante i moti indiani del 1857 e nel 1862 ricevette un sanad of adoption. Sposò 30 mogli in tutto.
Morì a Jodhpur il 13 febbraio 1873 e venne cremato a Mandore. Gli succedette il suo figlio primogenito Jaswant Singh II a Jodhpur, mentre il suo terzogenito, Pratap Singh, diventò in seguito maharaja di Idar. La sua figlia primogenita, Kumari Chand Kanwar Bai Lal, sposò successivamente il maharaja Ram Singh II di Jaipur.